# 旱泉塔
旱泉塔，原名槛泉塔，位于山西省运城市万荣县高村镇卓里村东孤峰山西麓，是中华人民共和国全国重点文物保护单位之一。

## 历史
旱泉塔原名槛泉塔，为孤山槛泉寺（又名陷泉寺）内建筑。该寺创建于宋宣和二年(1120)（一说唐高宗时僧彻禅师创建），塔为金代建筑。后寺毁而塔存。

## 建筑
旱泉塔为密檐式实心砖塔，方形平面，高十一级，残高约31.2米。一至四层塔檐施以仿木构砖雕斗栱，五层以上叠涩出檐。

## 保护
2004年6月10日，旱泉塔由山西省人民政府公布为第四批山西省文物保护单位，属于古建筑类，编号4-52。
2013年3月5日，旱泉塔由中华人民共和国国务院公布为第七批全国重点文物保护单位，编号 7-0775-3-073。